# Omicidio in diretta
Omicidio in diretta (Snake Eyes) è un film del 1998 diretto da Brian De Palma.

## Trama
In una notte tempestosa, il corrotto detective della polizia di Atlantic City Rick Santoro assiste a un incontro di boxe all'Atlantic City Arena tra il campione dei pesi massimi Lincoln Tyler e lo sfidante Jose Pacifico Ruiz. Incontra il suo migliore amico fin dall'infanzia, il Comandante della Marina degli Stati Uniti Kevin Dunne, che sta lavorando con il Dipartimento della Difesa per scortare il Segretario della Difesa Charles Kirkland e Powell all'incontro dopo un viaggio a Norfolk, in Virginia.
All'inizio del primo round, Kevin viene distratto da un'attraente donna di nome Serena che indossa un anello di rubino e lascia il suo posto, che viene occupato da Julia Costello, una donna misteriosa con capelli biondo platino e un abito di raso bianco. Quando Ruiz stende inaspettatamente Tyler, partono dei colpi di pistola che feriscono mortalmente Kirkland e sfiorano Julia, che perde gli occhiali e la parrucca bionda, rivelando i suoi capelli naturalmente scuri. Kevin uccide il cecchino e ordina di chiudere l'arena. Nonostante il blocco, Julia fugge nel casinò, si copre le ferite con pezzi di stoffa della camicetta e, dopo aver rubato una giacca di raso nera, si traveste da prostituta.
Rick nota che Tyler, "messo al tappeto", si è svegliato all'istante quando sono partiti gli spari e, dopo aver studiato il nastro dell'incontro, si rende conto che il pugno da ko non l'ha colpito. Tyler confessa di aver organizzato l'incontro per pagare i debiti di gioco, ma non gli è mai stato detto che qualcuno sarebbe stato ucciso e rivela che Serena, la rossa che ha ingannato Kevin per fargli lasciare il posto, lo ha pagato per fare un tuffo. Con Tyler, Serena e il cecchino, insieme all'uomo che ha segnalato a Tyler di andare knockout e a chi gli ha dato il via libera, Rick, sospettando una cospirazione, rivela tutto ciò che ha appreso a Kevin, il quale confessa che il viaggio a Norfolk era per testare il sistema di difesa missilistico AirGuard, che la società di Powell stava finanziando. Il cecchino, un noto terrorista palestinese di nome Tarik Ben Rabat, ha assassinato Kirkland a causa della cooperazione su larga scala del Pentagono con Israele in materia di difesa e del trasferimento di sistemi d'arma a quest'ultimo.
Rick studia i filmati di sorveglianza per trovare Serena, mentre Kevin continua a cercare Julia, aiutato dalle guardie di sicurezza di Powell. Tuttavia, quando i due si dividono, si scopre che Kevin è in realtà il quinto incomodo e ha ideato la cospirazione. Uccide l'ormai bionda Serena e Zeitz (l'uomo che ha segnalato a Tyler di andare knockout) per evitare un loro ulteriore coinvolgimento e poi nasconde i loro corpi, aiutato dalle sue guardie del corpo. Kevin arruola poi Tyler rivelandogli la verità.
Julia seduce Ned Campbell, uno squallido ospite dell'hotel, per potersi nascondere nella sua stanza. Rick e Kevin lo scoprono contemporaneamente e la inseguono, ma Rick la raggiunge per primo e la prende in custodia. Nella tromba delle scale, Julia confessa di essere un'analista che ha lavorato ai test dell'AirGuard e ha scoperto che i risultati sono stati falsificati per far sembrare il sistema di difesa missilistico funzionante, mentre in realtà non lo era; il sistema non ha funzionato e lei ha avvertito Kirkland dell'inganno. Tuttavia, Kevin ha scoperto le sue azioni e ha organizzato l'intera cospirazione per uccidere sia lei che Kirkland, sfruttando il background di Rabat come terrorista rabbiosamente anti-Israele per fargli uccidere il Segretario della Difesa e poi essere immediatamente ucciso lui stesso. Rick scopre il coinvolgimento di Kevin e, nonostante inizialmente si rifiuti di crederci, accetta rapidamente la verità. Dopo aver nascosto Julia in un magazzino, Rick ispeziona le riprese di una nuova telecamera galleggiante e scopre le prove del coinvolgimento dell'amico.
Kevin affronta Rick e gli confessa che il suo scopo era quello di prevenire altri attacchi alle navi americane, come quello avvenuto sulla USS Renville, dove Kevin ha dovuto lasciare annegare diversi uomini per evitare che la nave affondasse in seguito a un attacco missilistico iracheno. Offre a Rick un milione di dollari per la posizione di Julia. Quando Rick rifiuta, poiché l'unica cosa che ha detto è che Julia non ha fatto nulla di male, Kevin fa in modo che Tyler lo picchi, ma lui non cede. Kevin mette un localizzatore su Rick e lo segue fino al magazzino proprio mentre un uragano si abbatte su Atlantic City. Quando un'onda anomala si abbatte sul lungomare, Rick la usa come copertura per portare Julia all'esterno, dove la polizia, avvisata da Rick, sta aspettando e assiste all'apertura del fuoco da parte di Kevin. Non riuscendo a sfuggire alla polizia e alla troupe del telegiornale, Kevin si suicida durante la diretta del telegiornale.
Rick viene in seguito acclamato come un eroe, ma la stampa scopre presto la sua corruzione e perde il lavoro e la famiglia. Prima di presentarsi in carcere, Rick incontra Julia sul lungomare. La donna lo ringrazia per il suo aiuto, poiché Powell sta ristrutturando completamente la sua azienda e sta eliminando l'AirGuard. Rick promette di chiamarla quando uscirà tra dodici o diciotto mesi e lei lo saluta con un bacio. Infine, l'anello di rubino di Serena viene visto incastonato in uno dei pilastri di cemento della nuova Powell Millennium Arena.

## Produzione
Le riprese del film si svolsero dal 4 agosto 1997 al 2 novembre 1997.
La seconda scena del film è un unico piano sequenza di una durata di quasi 10 minuti in un palazzetto dello sport, nel quale la macchina da presa segue costantemente Nicolas Cage; è stato il piano sequenza con più comparse e personaggi che interagiscono mai realizzato fino a quel momento.
Fra le comparse si conta il sindaco di Atlantic City in carica all'epoca, James Whelan, che interpreta se stesso nella scena in cui consegna il riconoscimento al detective Santoro, verso la fine del film.
La frase pronunciata dall'uomo a bordo ring "Here comes the pain", per avvisare il pugile Tyler di andare ko, è un'autocitazione di De Palma del suo film Carlito's Way, dove Pacino pronuncia la stessa battuta al minuto 23:41.

## Budget e incassi
Il film, con un budget di 73 milioni di dollari, ha incassato globalmente quasi 104 milioni di dollari, di cui 56 milioni negli USA, 2 milioni di sterline nel Regno Unito e 5,5 miliardi di lire in Italia (con 500 000 presenze). Ha inoltre ricavato 25 milioni di dollari dai noleggi negli USA.